# Honda akord
Honda akord (јап. ホンダ・アコード; engl. Honda Accord) je automobil japanske kompanije Honda. Akord spada među najpoznatije modele ovog proizvođača uz Hondu sivik i Hondu CR-V. Akord predstavlja automobil iz takozvanog premijum segmenta što znači da se nalazi u istoj kategoriji sa nekim modelima svetski poznatijih brendova kao što su Folksvagen pasat, Audi A4, Škoda superb i drugi. Takođe, auto spada u kategoriju limuzina zbog svoje veličine i karoserije od četvoro vrata. Godine 2026. ovaj Hondin model će proslaviti svoj 50. rođendan.
Za nepunih 40 godina postojanja ovaj model je u ogromnoj meri promenio kako svoj izgled tako i performanse. Do danas postojalo je 7 generacija ovog modela japanskog proizvođača. Trenutno se proizvodi i na tržištu nalazi osma generacija. Takođe ovo je prvi japanski automobil koji se prodavao na području SAD-a i do danas je prodat u preko 50 miliona primeraka.

## Istorija modela
Akord je debitovao na tržištu kao naslednik to jest poboljšana verzija modela sivik. Na tržištu se pojavio u doba svetske energetske krize i brzo je postao popularan jer je kupcima pružao visok nivo komfora, stila, sigurnosti i pouzdanosti kao i ekonomičnosti. Za veoma kratak period povećala se potražnja za ovim modelom, pogotovo na području Severne Amerike. Pored svega što je nudio, ovaj Hondin model se uklapao u budžet stanovnika što je i dovelo do veće potražnje.

## Generacije

### Prva generacija (1976—1981)
Kada se pojavio na tržištu ovaj model je bio dostupan u obliku hečbeka sa troje vrata i motorom od 68 konjskih snaga i 1600 cm³ koji je u to vreme predstavljao novitet jer je bio četvorocilindrični. Automobil se kretao pomoću prednjeg pogona, odnosno pogon automobila se nalazio na prednjoj osovini. Posedovao je menjač od 5 stepeni prenosa. Godine 1979. na ulicima se pojavila limuzina sa četvoro vrata. U poslednjoj godini proizvodnje prve generacije na tržištu se pojavio restilizovani model sa visokom opremom u šta spadaju na primer kožne presvlake, aluminijumske felne, audio kasetofon i tako dalje. Pojavom ove verzije akord je postato sinonim za kvalitet, komfort i udobnost. Do druge generacije prodat je u približno 200.000 primeraka. Cena mu je bila oko 4,000 dolara, a potražnja za ovim modelom je skočila na tržištu tadašnjih auto dilera.

### Druga generacija (1982—1985)
Godine 1982. na trŽištu se pojavio potpuno novi akord. Ova generacija je imala veće dimenzije tačnije bio je duži od svog prethodnika i promenjen izgled. Za kupovinu su bila dostupne 2 verzije i to hečbek sa dvoje vrata i limuzina sa četvoro.Naredne godine prvi put se pojavio model sa automskim menjačem koji je imao 4 stepena. Sledeće godine zapremina motora povećana je na 1800 cm³ i samim tim povećana je i njegova snaga koja je tada iznosila 86 KS. Poslednja godina proizvodnje druge generacije ovog modela sa sobom je donela poboljšanje u vidu ubrizgavanja goriva i motor je još jednom povećao svoju snagu, ovoga puta na 101KS. Potrošnja goriva poslednjeg modela ove generacije dala je do tada najbolje rezultate i iznosila je približno 30 litara u gradskoj vožnji i 40 litara u vožnji na otvorenom putu.

### Treća generacija (1986—1989)
Izbacivanjem treće generacije ovog modela, Honda je ugrabila svoje mesto na mapi svetskih proizvođača automobila. Akord se više nije posmatrao kao novitet već je postao respektabilan među konkurentima. Treća generacija je bila većih dimenzija u odnosu na drugu generaciju, ali je ovog puta izgledala i više sportski i tako se ponašala na putevima. Na modelu je poboljšana aerodinamika, povećano je međusovoinsko rastojanje, karoserija automobila je bila bliža kolovozu i samim tim su i performanse postale mnogo bolje. Ovoga puta motor je razvijen na do tada maksimalnih 2000 kubnih centimetara i 98KS. Uz određene modifikacije auto je mogao da razvije i 110KS. Takođe ono što je posebno za ovu generaciju je da se prvi put u salonima mogao naći akord kupe verzija.

### Četvrta generacija (1990—1993)
Ova generacija je donela najveće promene u vidu dimenzija samog automobila. Automobil je sada bio duži i viši, a ponovo je povećano i međuosovinsko rastojanje što akord plasira među automobile srednjeg segmenta na svetskom tržištu. Na tržištu se pojavljuju i karavan verzija ovog modela kao i kupe verzija dok je hečbek verzija otišla u istoriju. Model je pokretao novi motor, zapremine 2200 cm³ koji je proizvodio čak 130 konjskih snaga. Još jedna inovacija se pojavila u pogledu novog automatskog menjača na kom je vozač mogao manuelno da bira brzine u toku vožnje. Godine 1992. Honda u ovaj svoj model dodaje vazdušne jastuke kao deo standardne opreme pri kupovini automobila.

### Peta generacija (1994—1997)
U ovoj generaciji načinjene su izmene enterijera što je dovelo do povećanja slobodnog prostora unutar samog vozila. U to vreme već poznati četvorocilindrični motor koji je pokretao automobil je bio unapređen i Honda je počela da ga koristim i na auto trkama. U prvoj godini proizvodnje pete generacije promenom dizajna akord je još više naginjao ka sportskom izgledu u skladu sa ambicijama kompanije i motora koji je pokretao automobil. Sledeće godine razvijen je V6 motor zapremine 2700 kubnih centimetara koji je proizvodio 170 KS. Prednja maska i takozvani nos automobila su promenjeni i automobil je izgledao daleko moćnije i sportski nastrojeno. Takođe ova generacija je postavila visoke standarde u svojoj klasi u pogledu potrošnje goriva, sigurnosti i užitku vožnje.

### Šesta generacija (1998—2002)
Prethodnih pet generacija postavila je akord na visoku lestvicu među limuzinama srednje klase. Šesta generacija donosi promene na samom izgledu automobila, motoru i kompletnoj šasiji kako kupe tako i duže verzije odnosno limuzine. Karavan verzija nije proizvedena tokom trajanja šeste generacije ovog modela. Kupe šeste generacije je razvijen i konstrusisan na do tada neviđen način posmatrajući unutrašnje i spoljašnje karakteristike automobila. Dodati su bočni vazdušni jastuci koji su povećali sigurnost vozača i saputnika. Do 2000. godine razvijena je takozvana super verzija akorda kod koje je bio bačen akcenat na potrošnju goriva. Pojavom šeste generacije sigurnost kako vozača tako i saputnika i njihov ugođaj postali su standard za ovaj model japanskog proizvođača.

### Sedma generacija (2003—2007)
Pojavom ove generacije Honda je nastavila svoju tradiciju. Ponovo su povećane dimenzije samog automobila i proizveden je još jači agregat koji ga je pokretao. Unutrašnjost je posedovala više slobodnog prostora, napravljena je sa više stila i nekih prepoznatljivih detalja. Ovoga puta motor je razvijao 160 konjskih snaga, ali se japanski proizvođač nije zaustavio na tome i za kupce koji su navikli na nešto slično od Honde proizveo u tome vreme zavidni motor koji je imao zapreminu od 3000 kubnih centimetara i razvijao 240 konjskih snaga. Novitete su predstavljali i novi automatski, ovoga puta petostepeni menjač i isto tako novi, ali šestostepeni manuelni menjač koji je bio dostupan u kupe verziji ovog modela. Što se tiče opreme, po prvi put je bila dostupna navigacija unutar vozila i omogućeno je preciznije upravljanje vozilom. Godine 2005. za ovaj model fabrika je postavila standard sa novim motorom zapremine 2400 cm³ i približno 250 konjskih snaga.

### Osma generacija (2008-)
Aktuelna osma generacija ovog modela japanskog proizvođača ima ponovo veće međuosovinsko rastojanje u odnosu na svog prethodnika, a u odnosu na prvu generaciju veće za skoro 40 cm. Svetska automobilska industrija nije izgubila korak za svetskim tehnološkim inovacijama pa je tako i Honda odnosno njen inženjerski tim unapredio tehnologije u proizvodnji svojih modela što je konkretno ovom modelu omogućilo poboljšanje performansi, izgleda i opreme. U odnosu na ranije generacije omogućeno je sigurnije upravljanje vozilom, bolja sigurnost, savremeni dizajn i još mnogo toga. Trenutno se na tržištu ovaj automobil može naći u više nivoa opreme i sa više različitih agregata koji ga pokreću. Tu su motori od 2000 do 2400 kubnih centimetara koji raspolažu sa 155 do 190 konjskih snaga. Postoje i posebne verzije kao što je verzija 3500 kubnih centimetara i skoro 270KS. Na Euro NCAP kreš testu dobila je 5 zvezdica, ali i samo 86% od maksimalnog broj poena. Povrede vrata prilikom udarca od nazad su ozbiljne. Tako da ne može da se meri sa najbezbednijim modelima u klasi.

## Akord danas
Akord se konstantno plasira na vrh liste najpouzdanijih automobila, bilo to iz stručnog ili ugla vlasnika. Mnogo puta kroz svoju istoriju je osvajao nagrade za auto godine, ali nikada nije oscvoji ovu titulu u Evropi. Problem je što je ponuda ovog modela relativno slaba na tržištu Srbije, ali i Evrope. Ovaj automobil se visoko kotira na tržištu i poseduje osobine koje su važne za svakog vozažа kao što su:
- Sigurnost
- Udobnost
- Upravljivost
- Moderan, savremen i atraktivan izgled
- Snaga
- Visok nivo oprema
- Pouzdanost
- Dugotrajnost
- Ekonomičnost

Ovaj model japanskog proizvožača se u današnje vreme suočava sa velikom konkurencijom na svetskom tržištu automobila, ali uspeva da zadrži kvalitet koji se odražava na kupce i reputaciju. Razlog zbog kojeg se ova japanska kompanija ne brine previše za konkurenciju je dugotrajnost, kvalitet i pouzdanost ovog modela. Do danas iz fabrike su izlazile restilizovane verzije poslednje osme generacije ovog modela, ali se uskoro očekuje i naslednik ovog modela i njegova deveta generacija koja neće biti namenjena tržištu Evrope. Poslednja vest koja se našla u javnosti o ovom modelu je da se ovaj model više neće proizvoditi na teritoriji Evrope kao što je do sada bio slučaj u fabrici japanske kompanije koja se nalazi u Turskoj. Accord je izgubio pozicije u Evropi, jer je Honda jako kasno uvela dizel motor, a kada se pojavio 2.2 cdti motor bio je jedan od najboljih u klasi. D segment u Evropi, u kojoj pripada Accord je klasa u kojoj dominiraju dizelaši sa preko 90%. Sada tu poziciju polako preuzimaju hibridi. Honda se poput BMW-a nije uklopila u trendove fuzionisanja, poput drugih kompanija već se razvija samostalno. 

## Spoljašnje veze
Honda Accord – Najčešći kvarovi https://www.testoviautomobila.rs/honda-accord-najcesci-kvarovi/
- Prezentacija modela na sajtu Honde za srpsko tržište
- Istorija modela po generacijama na zvaničnom sajtu kompanije
- Pregled samog modela
- http://www.najboljiauto.com/testirali-smo-honda-accord-2-0/ Prednosti i mane Honde Accord